# Modlishka
Modlishka – debiutancki album zespołu O.N.A., wydany w maju 1995 roku.
Pierwotnie miał być trzecią studyjną płytą Skawalkera, ale po dołączeniu do zespołu Agnieszki Chylińskiej został wydany pod szyldem O.N.A. Dzięki przebojom: Drzwi, Znalazłam i Koła czasu, odniósł wielki sukces i zdobył miano złotej płyty, a grupa z miejsca stała się jedną z większych gwiazd na polskiej scenie rockowej. Zespół był nominowany w plebiscycie miesięcznika Tylko Rock w kategoriach przebój roku (Drzwi) i płyta roku. Otrzymał także nagrodę Indywidualność 1995, która została wręczona mu w kopalni soli w Wieliczce, gdzie kapela zagrała koncert.
18 marca 2016 roku nakładem Sony Music Entertainment Poland ukazało się wznowienie nagrań. Reedycja dotarła do 47 miejsca polskiej listy przebojów – OLiS.

## Lista utworów
| Nr | Tytuł utworu              | Słowa               | Muzyka                                                    | Długość |
| -- | ------------------------- | ------------------- | --------------------------------------------------------- | ------- |
| 1. | „Znalazłam”               | Waldemar Tkaczyk    | Grzegorz Skawiński                                        | 3:55    |
| 2. | „Koła czasu”              | Grzegorz Skawiński  | Grzegorz Skawiński                                        | 3:58    |
| 3. | „Cwany”                   | Grzegorz Skawiński  | Grzegorz Skawiński, Waldemar Tkaczyk, Zbigniew Kraszewski | 3:23    |
| 4. | „Drzwi”                   | Agnieszka Chylińska | Grzegorz Skawiński                                        | 4:43    |
| 5. | „Wszystko dla Ciebie mam” | Waldemar Tkaczyk    | Grzegorz Skawiński                                        | 3:16    |
| 6. | „Z drugiej strony lustra” | Grzegorz Skawiński  | Grzegorz Skawiński                                        | 6:30    |
| 7. | „Brylantyna”              | Grzegorz Skawiński  | Grzegorz Skawiński                                        | 3:26    |
| 8. | „Modlishka”               | Agnieszka Chylińska | Grzegorz Skawiński                                        | 5:10    |
| 9. | „Mgnienie”                | Grzegorz Skawiński  | Grzegorz Skawiński                                        | 4:48    |
|    |                           |                     |                                                           | 39:09   |

## Twórcy
- Agnieszka Chylińska – śpiew
- Grzegorz Skawiński – gitary, śpiew
- Waldemar Tkaczyk – gitara basowa
- Wojciech Horny – instrumenty klawiszowe
- Zbyszek Kraszewski – perkusja
- Adam Toczko – produkcja muzyczna